# Philippe Labbe
Philippe Labbe in latino: Philippus Labbeus (Bourges, 10 luglio 1607 – Parigi, 17 marzo 1667) è stato un gesuita, storico e grecista francese.

## Biografia
Nato a Bourges, entrò nella Compagnia di Gesù il 28 settembre 1623, all'età di 16 anni. Dopo avere compiuto studi letterari, filosofici e teologici, Labbe, fu professore di umanità, retorica e filosofia al Collège Sainte-Marie di Bourges, e successivamente professore di teologia per cinque anni al Collège de Clermont a Parigi. 
Labbe scrisse più di 80 opere letterarie, filosofiche e teologiche ed è considerato, insieme a Denis Pétau uno dei più importanti eruditi gesuiti della storia francese. Labbe è noto soprattutto per la monumentale raccolta dei Sacrosancta Concilia della Chiesa, curata con il confratello Gabriel Cossart e per avere curato il Corpus scriptorum historiæ byzantinæ (noto anche come Byzantine du Louvre), la più importante collezione di opere storiche bizantine del XVII secolo, realizzata in collaborazione con du Cange e Combefis.
La collezione dei Sacrosanta concilia è un'immensa e preziosa raccolta di tutti i concilî, dal sec. I (a. 34) fino al 1417. I primi 8, come pure il 12° e il 15° dei 18 voll. in-folio di cui la raccolta si compone, videro la luce vivente ancora l'autore; gli altri furono terminati e pubblicati dal Cossart a Parigi nel 1672. Tra le altre sue opere (catalogo in Sommervogel, Bibliothèque de la Compagnie de Jésus, IV, s. v.), notevoli: De byzantinae historiae scriptoribus protrepticon (Parigi 1658); Michaelis Glycae annales (ivi 1660); De scriptoribus ecclesiasticis (voll. 2, ivi 1660; Novae bibliothecae manuscriptorum librorum (tomi 2, ivi 1662); Bibliotheca bibliothecarum (ivi 1664).
Philippe Labbe morì a Parigi il 17 marzo del 1667.

## Opere
- (LA) Philippe Labbe, Tirocinium linguae graecae etc., Parisiis, apud S. Benard, 1674. URL consultato il 25 maggio 2019.
- (FR) Philippe Labbe, La Géographie royale, Paris, 1646.
- (LA) Philippe Labbe, De Byzantinæ historiæ scriptoribus, etc., Parisiis, e typographia Regia, 1648. URL consultato il 17 settembre 2019.
- (LA) Philippe Labbe, Concordia sacræ et profanæ chronologiæ annorum 5691 ab orbe condito ad hunc Christi annum 1638, Parisiis, apud J. Camusat, 1638. URL consultato il 17 settembre 2019.
- (LA) Philippe Labbe, Triumphus catholicae veritatis, aduersus nouatores, sive Iansenius damnatus etc., Parisiis, apud Sebastianum et Gabrielem Cramoisy fratres, 1651. URL consultato il 25 maggio 2019.
- (LA) Philippe Labbe, Nova Bibliotheca manuscriptorum graecorum, Parisiis, apud Ioannem Henault, 1652. URL consultato il 25 maggio 2019.
- (LA) Philippe Labbe, Bibliotheca antijanseniana, Parisiis, ex Officina Cramosiana, 1654.
- (LA) Philippe Labbe, Dissertationes philologicae de scriptoribus ecclesiasticis quos attigit Eminentiss. S. R. E. Card. Robertus Bellarminus, vol. 1, Parisiis, apud Sebastian Cramoisy, 1660. URL consultato il 23 settembre 2019.
- (LA) Philippe Labbe, Dissertationes philologicae de scriptoribus ecclesiasticis quos attigit Eminentiss. S. R. E. Card. Robertus Bellarminus, vol. 2, Parisiis, apud Sebastian Cramoisy, 1660. URL consultato il 23 settembre 2019.
- (LA) Philippe Labbe, Τοῦ κύρου Μιχαήλ Γλύκα Σικελιώτου Βίβλος Χρονική. Michaelis Glycae Siculi, annales, a mundi exordio vsque ad obitum Alexii Comneni imper. Quatuor in partes tributi, Parisiis, e typographia regia, 1660. URL consultato il 24 settembre 2019.
- (LA) Philippe Labbe, Bibliotheca bibliothecarum, Parisiis, Billaine, 1664. URL consultato il 17 settembre 2019.
- (LA) Philippe Labbe, Sacrosancti Oecumenici Tridentini Concilii . . . canones et decreta, Lutetiæ Parisiorum, Sebastien Cramoisy, 1667.
- (LA)  Philippe Labbe, Gabriel Cossart, Sacrosancta Concilia ad Regiam editionem exacta, Lutetiæ Parisiorum, Impensis Societatis Typographicæ Librorum Ecclesiasticorum jussu Regis constitutæ, 1671-1672.